# Gloeibuisontsteking
Gloeibuisontsteking was een primitieve manier om de ontsteking van een verbrandingsmotor tot stand te brengen en daardoor het gecomprimeerde brandstof/luchtmengsel tot ontbranding te brengen.
De ontsteking bestond uit een 15 tot 30 cm lange buis van metaal of porselein die in de cilinderkop stak. Het deel buiten de cilinderkop was gesloten, het deel binnen de cilinderkop was open. Het buitenste deel werd roodgloeiend werd gemaakt door de vlam van een brander.

## Werking
Tijdens de compressieslag van de motor werd een deel van de restgassen van de uitlaatslag in de buis geduwd, gevolgd door het verse, onverbrande mengsel van de inlaatslag. Dat kwam doordat nog kop/zijklepmotoren werden gebruikt, waarvan de uitlaatklep onder de buis zat, terwijl de snuffelklep, die het verse mengsel binnen liet, erboven zat. Als de druk hoog genoeg was, bereikte het mengsel het gloeiende deel van de buis, waardoor het ontbrandde. De juiste plaats van dat gloeiende deel (feitelijk de "afstelling") werd aanvankelijk bepaald door de plaats van de brander, later door het verplaatsen van de gloeibuis zélf.

## Nadelen
De afstelling was bijzonder moeilijk. Vaak werd de buis in plaats van roodgloeiend witheet gestookt, waardoor ze te dun werd en uiteindelijk explodeerde. Het vinden van materialen die vlambestendig en toch goedkoop genoeg waren was een lastige zaak. Bovendien moest de buis tegen de grote drukverschillen kunnen. Vanwege de lengte van de gloeibuizen konden ze niet in al te kleine motoren worden gebruikt. Bij voorkeur vonden ze hun toepassing in grote, stationaire motoren in fabrieken of in de landbouw. Noodgedwongen vond men ze ook in de kleinere motoren van auto's en motorfietsen omdat er geen alternatief voorhanden was. Een gloeibuis kon bij correct gebruik ongeveer een jaar dienstdoen. Dat hing ook af van de gebruikte brandstof, waarbij vooral zwavelhoudende, ongezuiverde gassen slecht waren.
Rond 1900 begon het gebruik van gloeibuisontsteking af te nemen, toen ze kon worden vervangen door accu- of magneetontsteking.